# Campoletis melanocera
Campoletis melanocera là một loài tò vò trong họ Ichneumonidae.